# На другой планете
«На другой планете» — научно-фантастическая повесть с элементами утопии русского писателя и этнографа Порфирия Павловича Инфантьева о путешествии на Марс, написанная в 1896 году и опубликованная только в 1901 году, так как цензура долгое время проверяла книгу (из-за социалистических взглядов автора). Первый рассказ о путешествии на Марс на русском языке.

## Сюжет
Действие происходит летом 1887 года в Швейцарии. Русский студент совершает переход по заснеженным Альпам в районе Монблана и после падения оказывается в обсерватории доктора философии и астронома Франсуа Роша. В обсерватории студент из трубы («не более полутора вершков в диаметре») слышит русскую речь, источник которой сообщает, что он «житель планеты Марс», до которой 70 млн верст. Пришедший астроном Роша признаётся, что ему известно об обитаемости Марса разумными существами, однако до сего дня он держал это открытие в тайне. Именно обитатели Марса с помощью сигналов научили Роша как создать «акустическую трубу», с помощью которой можно общаться сквозь колоссальные просторы. Кроме того, Роша заявляет, что несколько раз бывал на Марсе, чему русский студент отказывается верить. Путешествие на Марс становится возможным благодаря обмену сознанием с астрономом-марсианином Паксом. Справившись с приступом малодушия и преодолев страх от своего отражения, главный герой видит янтарное море и марсианина верхом на драконе. Первым делом марсианин упрекает землянина в антропоморфизме и указывает на относительность понятия красоты. После этого марсианин приглашает землянина в марсианской шкуре к себе домой на дно моря. Далее странные существа обмениваются любезностями: «Прошу любить да жаловать» — «милости просим». Землянин обретает имя «Не-Он». Первой его едой на Марсе оказываются «русские щи» и искусственные «жареные рябчики». Марсианка Либерия включает на фонографе русскую песню «Из страны, страны далёкой». Затем Либерия и Не-Он отправляются на электролёте осматривать планету. Главной достопримечательностью Марса оказывается дворец Главного Центрального Статистического Бюро, в котором расположены шкафы с циферблатами и усыпальницы замороженных марсиан. Внезапно Не-Он получает сообщение, что марсианин в его теле на Земле заболел и им нужно вернуться в свои тела. Не-Он возвращается в Россию и, спустя некоторое время, узнаёт, что доктор Роша погиб в результате снежной лавины, уничтожившей его лабораторию в 1888 году.

## Художественный вымысел

### Внешний вид марсиан
Главный герой видит марсианина в образе одноглазой громадной жабы с птичьей головой, которая оканчивалась единственным воронкообразным ухом. Цвет чешуи был ярко-синим. Туловище оканчивалось бобровым хвостом. Вместо рук у марсиан были жёлтые хоботы, помимо которых они также имели клешни.

### Цивилизация марсиан
Марсиане опередили землян на тысячу лет. Музыку они воспроизводят на фонографах, информацию передают по телефону и посредством кинематографа. Бумажные книги вытеснены аудиокнигами. Для перевозки грузов у них есть пневматическая почта и скоростные («с быстротою пушечного ядра») железные дороги. Также они создали «воздушные экипажи»-электроходы в форме алюминиевого лебедя. Инфантьев также упоминает термины аэроплан и локомобиль. Для освещения марсиане используют «электрические солнца» в виде воздушных шаров. Само электричество добывается у марсиан с помощью водяных колёс, которые приводят в движение динамомашины. Поскольку на Марсе нет рек, то перепад уровня воды осуществляется в водонапорных башнях посредством тепловой энергии солнца. Продукты питания искусственного происхождения. В общественных столовых еда заказывается с помощью кнопок. Уборка помещений осуществляется автоматически («точно по щучьему веленью»). Товары приобретаются в «общественных магазинах» по жетонам. Помимо магазинов, упомянуты гостиницы, приюты для детей и театры. Также из аппаратов упомянут «психоскоп», позволяющий читать чужие мысли.

## Цензура
Автор книги был сторонником революционных идей, побывал в ссылке, сидел в тюрьме, и его взгляды на социальное устройство общества в полной мере отражались на страницах книги. Когда рукопись была готова, она попала в руки цензоров (опись 25, дело № 217 Санкт-Петербургского цензурного комитета).
Текст подвергся беспощадному редактированию, так как автор находился под пристальным вниманием полиции. Из текста исчезло всё, что было связано с революционными идеями автора: устройство социалистического государства таким, каким его видел в своих мечтах Порфирий Инфантьев и революционно настроенная часть русского общества, а также связанные с этими взглядами картины социального строя, нарисованные воображением автора. В книге государство предоставляло людям полное социальное равенство, все формы эксплуатации отсутствовали, наука получала колоссальное развитие, все нации были слиты в единое «Царство Труда» (это место в тексте цензоры выделили жирным подчёркиванием). Книгу редактировали с 1896 года, и только в 1901 году она вышла в свет в изменённом виде: автор хотел, чтобы читатели поняли: содержание исковеркано цензурой и первоначальный вид книги был обширнее. В тексте отсутствовали фразы (половина напечатана, а окончание оборвано), абзацы (на их месте появилось многоточие), а также главы (XIV и XV главы есть, но стоят только цифры, не напечатано ни слова).
Но даже в усечённом и переиначенном виде книга не могла стать достоянием общественности, поэтому Особый отдел Учёного комитета министерства просвещения запретил её распространять в библиотеках. Член Особого отдела Виссендорф написал отзыв о книге, в котором назвал содержание повести «криминальным», что и послужило поводом к запрещению книги для библиотек и народных читален.

## Издания
- Инфантьев П. П. На другой планете: Повесть из жизни обитателей Марса. — [С подробной карт. планеты Марса]. — Новгород, 1901.
- Порфирий Инфантьев. На другой планете (Повесть из жизни обитателей Марса) / Л. Ю. Шувалов. — Помочь можно живым. — М.: Молодая гвардия, 1990. — С. 409—480. — (Румбы фантастики / Школа Ефремова). — ISBN 5-235-01543-6.
- Инфантьев П. На другой планете / Составитель Ю. М. Медведев. — Вечер в 2217 году. — М.: Русская книга, 1998. — Т. 10. Русская фантастика конца XIX — начала XX века. — С. 165—238. — (Библиотека русской фантастики). — ISBN 5-268-01070-0.